# Aleksandr Stepanovič Viktorenko
Aleksandr Stepanovič Viktorenko (in russo: Александр Степанович Викторенко) (Ol'ginka, 29 marzo 1947 – 10 agosto 2023) è stato un cosmonauta sovietico.

## Biografia
Viktorenko è nato nell'Unione delle Repubbliche Socialiste Sovietiche nel territorio dell'attuale Kazakistan.
È stato selezionato come cosmonauta il 23 marzo 1979 e si è ritirato il 30 maggio 1997. Nella sua carriera è stato quattro volte nella stazione spaziale russa Mir, il 22 luglio 1987 è partito con la missione Sojuz TM-3 ed è rientrato con la Sojuz TM-2 il 30 luglio; il 5 settembre 1989 è partito con la Sojuz TM-8 ed è rientrato il 19 febbraio 1990; il 17 marzo 1992 è partito con la Sojuz TM-14 ed è rientrato il 10 agosto successivo. Infine è partito il 3 ottobre 1994 con la Sojuz TM-20 ed è rientrato il 22 marzo 1995.
Complessivamente ha trascorso 489 giorni in orbita.
Viktorenko è morto nel 2023. Era sposato e aveva due figli.